# Équipe de Géorgie masculine de basket-ball
Cet article traite de l'équipe masculine. Pour l'équipe féminine, voir Équipe de Géorgie féminine de basket-ball.
Maillots
L'équipe de Géorgie masculine de basket-ball (géorgien : საქართველოს ეროვნული საკალათბურთო ნაკრები) est l'équipe nationale qui représente la géorgie dans les compétitions internationales masculine de basket-ball. Elle est placée sous l'égide de la Fédération géorgienne de basket-ball (GBF). La Géorgie est devenue membre de la FIBA en 1992, après avoir obtenu son indépendance de l'Union soviétique. Son surnom est "ჯვაროსნები", ce qui signifie « Les Croisés ».
L'équipe nationale a disputé son premier match officiel contre la Pologne en 1995. Les réalisations de la Géorgie au niveau international lui ont permis de se qualifier à six reprises pour le Championnat d'Europe. Leur meilleur résultat a été obtenu lors de leur premier voyage au tournoi en 2011. En 2023, la Géorgie a obtenu sa première qualification sur la scène mondiale lors de la Coupe du monde.

## Résultats

### Palmarès
| Compétitions mondiales                             | Compétitions continentales |
| -------------------------------------------------- | -------------------------- |
| - Jeux olympiques - Néant - Coupe du monde - Néant | - EuroBasket - Néant       |

### Parcours en compétitions internationales

#### Jeux olympiques
| Année | Position          |      | Année             | Position     |               | Année | Position |
| 1936  | Membre de l' URSS | 1976 | Membre de l' URSS | 2008         | Non qualifiée |       |          |
| 1948  | Membre de l' URSS | 1980 | Membre de l' URSS | 2012         | Non qualifiée |       |          |
| 1952  | Membre de l' URSS | 1984 | Membre de l' URSS | 2016         | Non qualifiée |       |          |
| 1956  | Membre de l' URSS | 1988 | Membre de l' URSS | 2020         | Non qualifiée |       |          |
| 1960  | Membre de l' URSS | 1992 | Non qualifiée     | 2024         | Non qualifiée |       |          |
| 1964  | Membre de l' URSS | 1996 | Non qualifiée     | 2028         | -             |       |          |
| 1968  | Membre de l' URSS | 2000 | Non qualifiée     | 2032         | -             |       |          |
| 1972  | Membre de l' URSS | 2004 | Non qualifiée     | Pays inconnu | -             |       |          |

## Parcours aux Championnats du Monde
- 1994 : Non qualifiée
- 1998 : Non qualifiée
- 2002 : Non qualifiée
- 2006 : Non qualifiée
- 2010 : Non qualifiée
- 2019 : Non qualifiée
- 2023 : 16e

## Parcours aux Championnats d'Europe
- 1993 : Non qualifiée
- 1995 : Non qualifiée
- 1997 : Non qualifiée
- 1999 : Non qualifiée
- 2001 : Non qualifiée
- 2003 : Non qualifiée
- 2005 : Non qualifiée
- 2007 : Non qualifiée
- 2009 : Non qualifiée
- 2011 : 11e
- 2013 : 17e
- 2015 : 15e
- 2017 : 17e
- 2022 : 21e

## Effectif
Effectif lors du championnat d'Europe 2022.

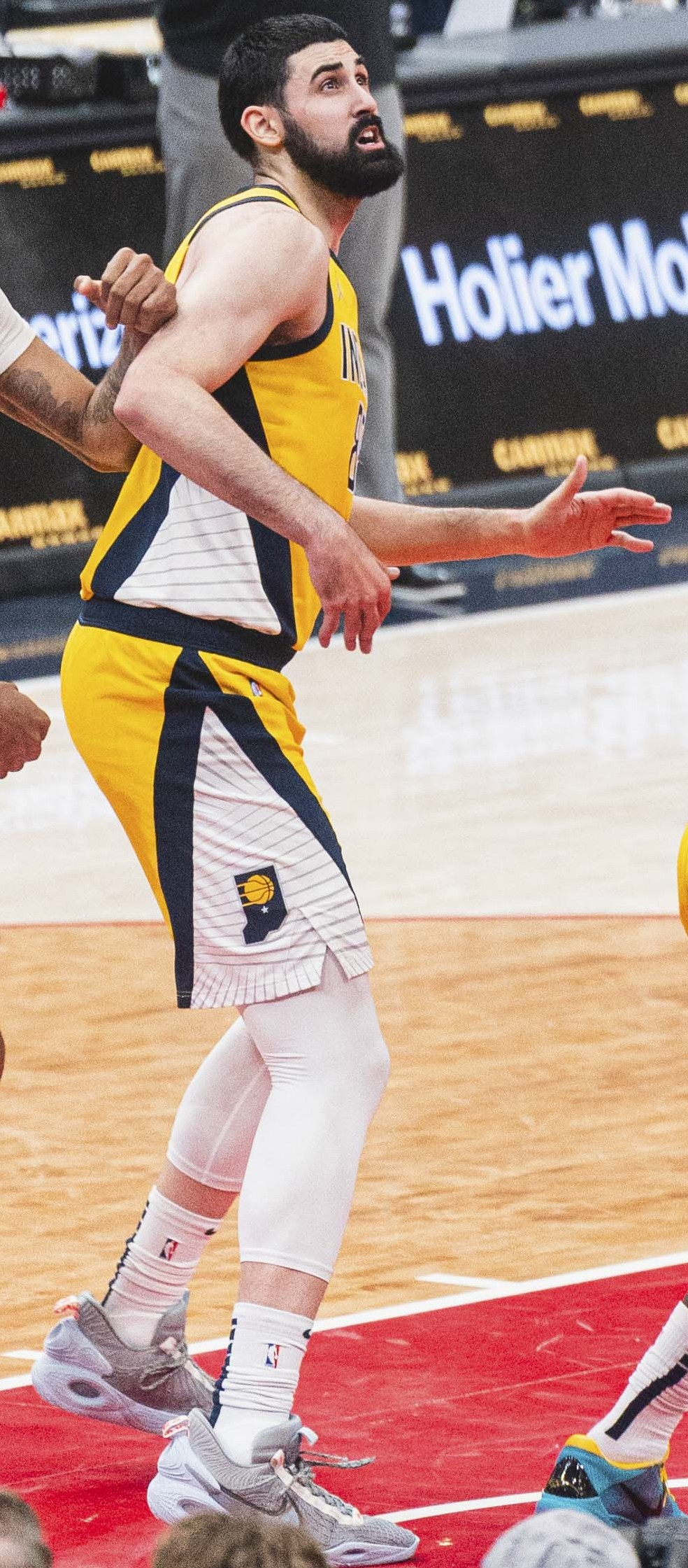
Goga Bitadze

| Numéro | Joueur                | Poste | Naissance       | Taille | Club 2021-2022           |
| ------ | --------------------- | ----- | --------------- | ------ | ------------------------ |
| 4      | Rati Andronikashvili  | PG/SG | 19 mars 2001    | 1,93 m | Bluejays de Creighton    |
| 5      | Sandro Mamukelashvili | PC/C  | 23 mai 1999     | 2,11 m | Bucks de Milwaukee       |
| 6      | Kakhaber Jintcharadze | SF    | 16 juillet 1993 | 1,97 m | Olimpi Tbilissi          |
| 7      | Beka Burjanadze       | SF    | 3 janvier 1994  | 2,01 m | Real Betis               |
| 8      | Giorgi Tsintsadze     | PG    | 7 février 1986  | 1,92 m | TSU Tbilissi             |
| 9      | Giorgi Shermadini     | C     | 2 avril 1989    | 2,17 m | Club Baloncesto Canarias |
| 10     | Duda Sanadze          | SG    | 25 juillet 1992 | 1,97 m | Borac Čačak              |
| 17     | Mikheil Berishvili    | SF/PF | 12 avril 1987   | 2,04 m | TSU Tbilissi             |
| 18     | Merab Bokolishvili    | SG    | 27 février 1992 | 1,98 m | BC Rustavi               |
| 25     | Thaddus McFadden      | PG/SG | 29 mai 1987     | 1,88 m | CB Murcie                |
| 33     | Beka Bekauri          | PF    | 18 janvier 1991 | 2,07 m | Batumi RSU               |
| 35     | Goga Bitadze          | C     | 20 juillet 1999 | 2,13 m | Pacers de l'Indiana      |

Sélectionneur :  Ilías Zoúros